# Euro-cross
Euro-cross was een klein Nederlands motorfietsmerk van Jaap Voskamp, die in 1968 een 50cc-crossmotor met Zündapp-motorblok presenteerde. 
Niet te verwarren met het Italiaanse merk Eurocross.